# 161. Infanterie-Division (Wehrmacht)
Die 161. Infanterie-Division war ein militärischer Großverband der Wehrmacht.

## Geschichte
Einsatzgebiete:
- Ostpreußen: Dezember 1939 bis Juni 1941
- Ostfront, Zentralabschnitt: Juni 1941 bis Dezember 1942
- Frankreich: Dezember 1942 bis April 1943
- Ostfront, Südabschnitt: April 1943 bis Januar 1944
- Ostfront, Südabschnitt: Juli bis August 1944

### Aufstellung
Die 161. ID wurde ab 1. Dezember 1939 als Division der 7. Aufstellungswelle auf dem Truppenübungsplatz Arys im ostpreußischen Wehrkreis I aufgestellt. Durch Zugang der Feldersatz-Bataillone 1, 11 und 21 am 28. Dezember 1939 erreichte sie volle Divisionsstärke.
Aufstellung und Ausbildung erfolgten bis April 1940 in Ostpreußen, dann verlegte die Division an die Westfront.

### Westfeldzug
Im Verband der 16. Armee nahm die Division kurzzeitig an Kämpfen im Raum Nancy teil.
Bereits im Juli 1940 verlegte die 161. ID zurück nach Ostpreußen und verblieb dort im Verband der 18. Armee des Generalobersten Georg von Küchler bis zum Beginn des Russlandfeldzuges im Juni 1941.

### Unternehmen Barbarossa
Im Verband der 9. Armee unter Generaloberst Adolf Strauß nahm die 161. ID an der Ostfront ab 22. Juni 1941 an den Kämpfen bei Białystok, Smolensk und Wjasma teil.
In der Winterschlacht vor Moskau erlitt die Division im Kampfraum von Klin erhebliche Verluste, konnte sich aber auf neue Stellungen im Raum von Rshew zurückziehen.
Weiter im Verband der 9. Armee, jetzt unter der Führung des Generalobersten Walter Model, kämpfend hielt die 161. ID in zahlreichen schweren Stellungskämpfen ihre Frontabschnitte, wurde jedoch weiter dezimiert und musste am 1. November 1942 das GR 336 wegen schwerer Verluste bis auf ein Bataillon auflösen.

### Auffrischung in Frankreich
Im November 1942 verlegte die 161. ID unter Zurücklassung ihrer schweren Waffen und Fahrzeuge nach Frankreich zur Auffrischung und Neuausstattung. Dort wurde auch das GR 336 neu aufgestellt.

### Atlantikwall
Bis April 1943 verblieb die Division im Verband der 15. Armee unter Generaloberst Hans von Salmuth an der französischen Kanalküste und wurde anschließend zur Heeresgruppe Süd in die Ostukraine verlegt.

### Heeresgruppe Süd
Im Verband der Armeeabteilung Kempf unter General der Panzertruppe Walter Kempf und später mit der aus der Armeeabteilung Kempf hervorgegangenen 8. Armee unter General der Infanterie Otto Wöhler kämpfte die 161. ID an der Front am Donez, im Raum Charkow und beim Rückzug auf den Dnjepr im September 1943. Die dabei erlittenen schweren Verluste -vor allem an Infanterie- und der fehlende Nachersatz zwangen die deutsche Führung dazu, aus der Kampfgruppe der 161. ID und den Resten der ebenfalls zerschlagenen 293. ID und 355. ID die Korps-Abteilung A neu zu bilden.

### Korpsabteilung A
Deren Aufstellung erfolgte am 10. November 1943 im Verband der 1. Panzerarmee des Generalobersten Eberhard von Mackensen, gleichzeitig endete die Geschichte der (ersten) 161. Infanterie-Division.

### Wiederaufstellung
Am 27. Juli 1944 wurde die 161. ID durch Umbenennung der Korps-Abteilung A neu aufgestellt.
Sie stand im Verband der 6. Armee des Generals der Artillerie Maximilian Fretter-Pico in Bessarabien in der Stellungsfront am Fluss Dnjestr.

### Vernichtung bei Jassy 1944
Im Rahmen der sowjetischen Großoffensive auf Rumänien ab 19./20. August 1944 geriet auch die 161. ID in den Strudel des Untergangs der 6. Armee in der Kesselschlacht der Jassy in Rumänien und wurde bis zum 5. September 1944 fast vollständig vernichtet.

### Verwendung der Reste der 161. ID
Nur wenige Überlebende schlugen sich bis in die Karpaten durch und wurden dort in die 15. ID und 76. ID integriert.

### Auflösung
Die formelle Auflösung der 161. ID erfolgte am 9. Oktober 1944, sie wurde nicht neu aufgestellt.

## Personen
| Dienstgrad      | Name                       | Dienstzeit                              |
| --------------- | -------------------------- | --------------------------------------- |
| Generalleutnant | Hermann Wilck              | 1. Dezember 1939 bis 17. September 1941 |
| Generalleutnant | Heinrich Recke             | 17. September 1941 bis 15. August 1943  |
| Generalmajor    | Otto Schell                | 15. bis 22. August 1943                 |
| Generalleutnant | Karl-Albrecht von Groddeck | 22. August 1943 bis 28. August 1943     |
| Generalmajor    | Paul Drekmann              | 28. August bis 15. November 1943        |
| Generalmajor    | Paul Drekmann              | 27. Juli bis 5. September 1944          |

| Dienstgrad     | Name                | Dienstzeit                        |
| -------------- | ------------------- | --------------------------------- |
| Hauptmann      | Joachim von Amsberg | 5. Januar 1940 bis 1. April 1941  |
| Major          | Oldwig von Natzmer  | 1. April bis 15. Juli 1941        |
| Major          | Johannes Hölz       | 13. Juli 1941 bis 4. März 1942    |
| Major          | Moritz Liebe        | 4. März bis 1. Juni 1942          |
| Major          | Johannes Hölz       | 1. Juni bis 29. November 1942     |
| Oberstleutnant | Heinz Thien         | 20. Oktober bis 10. Dezember 1943 |

## Gliederung
- Infanterie-Regiment 336
- Infanterie-Regiment 364
- Infanterie-Regiment 371
- Artillerie-Regiment 241 (vier Abteilungen)
- Panzerjäger-Abteilung 241
- Fahrrad-Schwadron 241
- Pionier-Bataillon 241
- Feldersatz-Bataillon 241
- Nachrichtenabteilung 241
- Nachschubstruppen

## Bekannte Divisionsangehörige
- Karl-Günther von Hase (1917–2021), war von 1977 bis 1982 Intendant des ZDF